# Saison 4 de Charmed
Chronologie
Saison 3 Saison 5
Cet article présente le guide des épisodes de la quatrième saison de la série télévisée américaine Charmed.

## Distribution

### Acteurs principaux
- Alyssa Milano (VF : Magali Barney) : Phoebe Halliwell
- Rose McGowan (VF : Véronique Soufflet) : Paige Matthews Halliwell
- Holly Marie Combs (VF : Dominique Vallée) : Piper Halliwell
- Brian Krause (VF : Benoît DuPac) : Leo Wyatt
- Julian McMahon (VF : Arnaud Arbessier) : Cole Turner (18 épisodes)
- Dorian Gregory (VF : Antoine Tomé) : Darryl Morris (8 épisodes)

### Acteurs récurrents
- Rebecca Balding (VF : Marie-Martine) : Elise Rothman (épisodes 16 et 20)
- Finola Hughes (VF : Marie-Martine Bisson) : Patty Halliwell (épisodes 1 et 2)
- Jennifer Rhodes (VF : Sylvie Genty) : Penny Halliwell (épisode 1)
- James Read (VF : Jean Barney) : Victor Bennett (épisodes 1 et 15)
- David Reivers (VF : Saïd Amadis) : Bob Cowan (épisodes 1, 2, 3, 6, 12 et 14)

### Invités
- Jordan Bridges (VF : Thierry Ragueneau) : Shane (épisodes 1 et 2)
- Deborah Kellner (VF : Muriel Naigeon) : Julie (épisodes 17 à 19)
- Krista Allen : L'Oracle de la Source (épisodes 1, 2 et 7)
- Jesse Woodrow (VF : Cédric Dumond)  : Glenn Belland (épisodes 6 et 11)
- Debbi Morgan (VF : Clara Borras) : La Prophétesse (épisodes 13 à 16 et 19 à 21)

## Épisodes

### Épisode 1:Les Liens du sang,1repartie
- États-Unis : 4 octobre 2001 sur The WB
- France : 16 février 2002 sur M6
- Québec : 15 janvier 2005 sur VRAK

- États-Unis : 6,04 millions de téléspectateurs

- Finola Hughes (Patty Halliwell)
- James Read (Victor Bennett)
- Jennifer Rhodes (Penny Halliwell)
- Jordan Bridges (Shane)
- Yancey Arias (Inspecteur Cortez)
- Krista Allen (L'Oracle)
- Ben Guillory (La Source)
- Michael Bailey Smith (Shax)
- David Reivers (Bob Cowan)

- Cette saison s’ouvre presque comme la précédente : une des sœurs (l’aînée) est dans le grenier la nuit en train de consulter le Livre des Ombres quand Phoebe vient la rejoindre puis elles descendent toutes les deux. La seule différence est qu’ici, c’est Piper, et non plus Prue, qui s’y trouve, tentant en vain de ressusciter sa grande sœur.
- Piper dit à Léo que c’est Prue qu’il aurait dû sauver, mais qu’il a préféré la guérir, elle, parce qu’elle est sa femme. Cela amène à penser qu’étant très gravement blessées toutes les deux, les pouvoirs de Léo étaient juste assez puissants pour n’en sauver qu’une seule et qu’il a choisi celle qu’il aimait. Cependant, Piper a pu dire cela sous le coup de l’émotion, ou se sentant coupable d’avoir survécu alors que sa sœur est morte.
- Pour éviter l'attaque de Shax, Paige parvient à utiliser son pouvoir de Téléportation en ayant une grande peur.
- Dans l'épisode final de la Saison 3, Phoebe et Cole étaient vus pour la dernière fois en Enfer, sur le point d'être attaqués hors de l'écran par le Garde du Corps de la Source. Leur survie n'est jamais expliquée. Il est possible qu'ils aient deviné le piège et aient réussi à s'enfuir.

### Épisode 2:Les Liens du sang,2epartie
- États-Unis : 4 octobre 2001 sur The WB
- France : 23 février 2002 sur M6

- États-Unis : 6,04 millions de téléspectateurs

- Finola Hughes (Patty Halliwell)
- Jordan Bridges (Shane)
- Yancey Arias (Inspecteur Cortez)
- Krista Allen (L'Oracle)
- Ben Guillory (La Source)
- Wendy Phillips (Sœur Agnès)
- Michael Bailey Smith (Balthazar)
- David Reivers (Bob Cowan)
- Benjamin Parrillo (Jake Grisanti)
- Kim Little (Carol Grisanti)

### Épisode 3:Rage et chagrin
- États-Unis : 11 octobre 2001 sur The WB
- France : 2 mars 2002 sur M6

- États-Unis : 5,13 millions de téléspectateurs

- David Reivers (Bob Cowan)
- Scott Mosenson (Donnie)
- Becky Wahlstrom (Lila)
- Ben Tolpin (Billy)
- Ken Feinberg (Le Kevmay)

### Épisode 4:La Balade des âmes
- États-Unis : 18 octobre 2001 sur The WB
- France : 9 mars 2002 sur M6

- États-Unis : 5,20 millions de téléspectateurs

- James Hong (Zen Master)
- Jeanne Chinn (An Ling)
- Daniel Dae Kim (Yen Lo)
- Jacobi Wynne (Mason Cowan)
- Jamison Yang (Le commerçant)

### Épisode 5:Les Poupées
- États-Unis : 25 octobre 2001 sur The WB
- France : 16 mars 2002 sur M6

- États-Unis : 4,96 millions de téléspectateurs

- Robert Englund (Gammill)
- Richard McGregor (Treat Taylor)
- Reynaldo Rosales (Finn)
- Heather Marie Marsden (Claudia)

- Le P3 se transforme en "Le Spot" le temps d'un épisode.
- Le plan d’ouverture post générique montre un homme aiguisant un morceau de métal et des flammes, tout comme celui du film Les Griffes de la Nuit. C’est d’ailleurs Robert Englund, qui interprète ici le démon à combattre, qui incarnait Freddy Krueger. Notons que la série s’était déjà inspirée de ce film pour l’intrigue de l’épisode 5 de la saison 1.
- Lors de son entretien d’embauche, il est dit que Phoebe était âgée de 27 ans lorsqu’elle a décroché son diplôme, en fin de saison 3, soit au printemps 2001. Étant née en 1975, à l’automne, elle ne pouvait avoir que 25 ans.
- Pour une raison inexpliquée, la Jeep de Piper est bleue dans cet épisode.
- Dave Navarro chante au P3, dans cet épisode.
- Léo s’avère capable de réparer l’enseigne du P3 en utilisant ses pouvoirs, alors que ceux-ci sont censés n’être efficaces que pour guérir les êtres humains.

### Épisode 6:Un jour mon prince viendra
- États-Unis : 1er novembre 2001 sur The WB
- France : 23 mars 2002 sur M6

- États-Unis : 5,01 millions de téléspectateurs

- Bethany Joy Lenz (Lady Julia)
- Charlie Weber (Le prince)
- Jesse Woodrow (Glen Belland)
- David Reivers (Bob Cowan)

Dans cet épisode Paige s'installe au manoir. Le Pouvoir des 3 est reformé comme au temps de la défunte Prue.

### Épisode 7:Le Point faible
- États-Unis : 8 novembre 2001 sur The WB
- France : 30 mars 2002 sur M6

- États-Unis : 5,23 millions de téléspectateurs

- Alastair Duncan (Alastair)
- Rachel Wilson (Becca)
- Krista Allen (L'Oracle)
- Bennet Guillory (La Source)
- Whitney Dylan (Wendy)

Les sœurs ayant brûlé la page du Livre des Ombres où était inscrite la formule de renonciation dès l’épisode Quand tombent les masques, la Source n’a pas d’autre choix que d’amener Piper à tenter de s’en souvenir.

### Épisode 8:Libéré du mal
- États-Unis : 15 novembre 2001 sur The WB
- France : 6 avril 2002 sur M6

- États-Unis : 4,82 millions de téléspectateurs

- Vincent Angell (Sykes sous forme humaine)
- Heather Dawn (Emma)
- Bonnie Root (Susan Coleman)
- Michael Bailey Smith (Balthazar)
- Aaron Brumfield (Sykes sous forme démoniaque)
- Kaycee Shank (Kari)

### Épisode 9:L'union fait la force
- États-Unis : 13 décembre 2001 sur The WB
- France : 13 avril 2002 sur M6

- États-Unis : 5,09 millions de téléspectateurs

- Anthony Starke (Devlin)
- Siobhan Flynn (Melody)
- Cindy Ambuehl (Bev)
- Jorge-Luis Pallo (Hector)
- Chad Kukahiko (Jackson)

### Épisode 11:Prémonitions
- États-Unis : 24 janvier 2002 sur The WB
- France : 27 avril 2002 sur M6

- États-Unis : 4,41 millions de téléspectateurs

- Jesse Woodrow (Glen Belland)
- Peter Siragusa (Un des jurés)
- Patrick Fischler (Le premier juré)
- Cleo King (Tanya)
- Käthe Mazur (Le procureur)
- Lou Giovanetti (Andrew Wike)
- John Thaddeus (Stan Provazolli)
- Shannon O'Hurley (Angela Provazolli)
- Charles Walker (Le juge)
- Bart McCarthy (Rat démon)
- Ray Proscia (Rat démon)

Le scénario de cet épisode s'inspire du film 12 Angry Men.
Cet épisode est la seconde apparition de Glen, petit ami de Paige. Il apprend le secret des trois sorcières dans cet épisode.

### Épisode 12:Ma sorcière mal aimée
- États-Unis : 31 janvier 2002 sur The WB
- France : 4 mai 2002 sur M6

- États-Unis : 4,51 millions de téléspectateurs

- Ray Wise (Ludlow)
- Alex Black (Tyler Michaels)
- Dwier Brown (Stephen)
- Ashley Gardner (Annette)
- David Reivers (Bob Cowan)
- Lori Alan (Cynthia)
- Angelo Tiffe (Alan Yates)

En début d’épisode, Phoebe dit à Cole que sa grand-mère s’est mariée 6 fois avec sa bague. Or, il est dit habituellement que Penny ne s’est mariée que 4 fois. Ceci est sûrement dut à une erreur de traduction vu que Cole fait remarquer qu'elle aurait du s'arrêter à 3, or la blague de Cole n'a de sens que si elle s'est effectivement mariée 4 fois.

### Épisode 13:La Boîte de Pandore
- États-Unis : 7 février 2002 sur The WB
- France : 11 mai 2002 sur M6

- États-Unis : 4,78 millions de téléspectateurs

- Debbi Morgan (La Prophétesse)
- Peter Woodward (La Source)
- Camilla Rantsen (Carolyn Seldon)
- Caprice Benedetti (L'ange)
- Lawrence Smilgys (Le diable)
- Robert Madrid (L'être des ténèbres)

### Épisode 14:Face à son destin
- États-Unis : 14 février 2002 sur The WB
- France : 18 mai 2002 sur M6

- États-Unis : 4,74 millions de téléspectateurs

- Harry Van Gorkum (Kurzon)
- Frances Bay (Phoebe Halliwell âgée)
- Samantha Goldstein (Phoebe Halliwell jeune)
- Debbi Morgan (La Prophétesse)
- Andrew Ableson (Jax)
- David Reivers (Bob Cowan)
- Christian Keiber (Scott)

- À partir de cet épisode, Paige contrôle son pouvoir de Téléportation, appelé aussi Éclipse, qui lui sera très utile dans sa lutte contre le mal.
- Cole découvre que la Prophétesse l'a manipulé pour faire de lui la Nouvelle Source et tente de résister, mais à la fin de l'épisode il ne peut avouer son terrible secret à Phoebe.

### Épisode 15:Un couple d'enfer
- États-Unis : 14 mars 2002 sur The WB
- France : 25 mai 2002 sur M6

- États-Unis : 4,54 millions de téléspectateurs

- James Read (Victor Bennett)
- Coolio (Lazarus)
- Tony Amendola (Prêtre des Ténèbres)
- Debbi Morgan (La Prophétesse)

### Épisode 16:Noces noires
- États-Unis : 21 mars 2002 sur The WB
- France : 1er juin 2002 sur M6

- États-Unis : 4,38 millions de téléspectateurs

- Molly Hagan (Karen Young)
- Mario Schugel (Démon)
- Becky Wahlstrom (Lila)
- Rebecca Balding (Elise Rothman)
- Debbi Morgan (La Prophétesse)
- Chris Butler (La Prophétesse sous la forme de Mike)

Dans cet épisode, Rebekah Ryan chante au P3.

### Épisode 17:Compagnons d'armes
- États-Unis : 28 mars 2002 sur The WB
- France : 8 juin 2002 sur M6

- États-Unis : 3,87 millions de téléspectateurs

- Costas Mandylor (Rick Lang)
- Louis Mandylor (Nathan Lang)
- Deborah Kellner (Julie)
- Evie Peck (Maria)
- René Heger (Greg)

- Paige utilise le pouvoir de Localisation pour la première fois pour retrouver Léo et se rend compte qu'il est au plus mal.
- Dans cet épisode, les plombs du circuit électrique du manoir se trouvent à la cave. Dans le premier épisode de la série, lorsque Prue essaye d’allumer le lustre du salon, ils se trouvent pourtant dans la buanderie, derrière la cuisine.

### Épisode 18:Le Baiser du vampire
- États-Unis : 18 avril 2002 sur The WB
- France : 15 juin 2002 sur M6

- États-Unis : 3,62 millions de téléspectateurs

- Samuel Ball (Rowan)
- Elizabeth Gracen (Reine des vampires)
- Deborah Kellner (Julie)
- Jay Acovone (Keats)
- Michael Bailey Smith (Grimlock)
- Betty K. Bynum (Chef des Harpys)

### Épisode 19:L'Enchanteur
- États-Unis : 25 avril 2002 sur The WB
- France : 22 juin 2002 sur M6

- États-Unis : 4,52 millions de téléspectateurs

- Armin Shimerman (L'Enchanteur)
- Michael Des Barres (Prêtre des Ténèbres)
- Deborah Kellner (Julie)
- Debbi Morgan (La Prophétesse)

### Épisode 20:Échec au roi
- États-Unis : 2 mai 2002 sur The WB
- France : 29 juin 2002 sur M6

- États-Unis : 4,89 millions de téléspectateurs

- Debbi Morgan (La Prophétesse)
- Jaime Gomez (Greg Conroy)
- Jeff Meek (Dane)
- Rebecca Balding (Elise Rothman)
- James Leo Ryan (Raim)
- David Heckel (Démon Seedy)
- Jeff Henry (Démon)
- Matthew Grant (Démon)
- Joel West (Démon Malick)

### Épisode 21:Pouvoir absolu
- États-Unis : 9 mai 2002 sur The WB
- France : 6 juillet 2002 sur M6

- États-Unis : 4,76 millions de téléspectateurs

- Tony Amendola (Prêtre des Ténèbres)
- Jeff Meek (Dane)
- Aaron Lustig (Dr. Harris)
- Nicholas Cascone (Inspecteur Miles)
- Debbi Morgan (La Prophétesse)
- Carel Struycken (Démon géant)

Le bébé de Phoebe prend de plus en plus d'emprise sur elle depuis qu'elle rêve que la Prophétesse s'empare de son fils. La Prophétesse, sachant qu'il s'agit de la nouvelle Source, veut le récupérer, et y parvient. Après avoir éliminé Dane, l'ancien bras droit de Cole qui prétendait au trône de la Source, elle révèle que devenir la Nouvelle Source et remettre de l'ordre en Enfer était son but depuis le début puis tente de tuer les sœurs Halliwell mais le pouvoir des trois réussit à la détruire ainsi que les Membres du Conseil. Les sœurs Halliwell célèbrent leur victoire. C'est alors que Phoebe entend la voix de Cole la supplier de l'aider.

### Épisode 22:Choix final
- États-Unis : 16 mai 2002 sur The WB
- France : 6 juillet 2002 sur M6

- États-Unis : 5,20 millions de téléspectateurs

- Dakin Matthews (L'Ange du destin)
- Leslie Grossman (L'assistante de Phoebe)
- Bruce Campbell (Agent Jackman)
- Samantha Shelton (Selena)
- Gwen Stewart (Tashmin)